# فرانچسکو بالیلا پراتلا
فرانچسکو بالیلا پراتلا (ایتالیایی: Francesco Balilla Pratella؛ ۱ فوریه ۱۸۸۰–۱۷ مه ۱۹۵۵) آهنگساز و موسیقی‌شناس و مؤلف موسیقی اهل ایتالیا بود.
فرانچسکو دانش‌آموختهٔ «هنرستان دولتی موسیقی جواکینو روسینی» و از شاگردان «پیترو ماسکانی» و «وینجنزو چیکونیانی» بود.
او اگرچه یکی از حامیان و طرفداران فوتوریسم در موسیقی ایتالیا بود، اما در موسیقی خودش اثر چندانی از آنچه در مقالاتش دفاع می‌کرد، وجود ندارد.